# Aria (ストレージエンジン)
AriaはMySQLとMariaDBのための新たなストレージエンジン。その目的はMyISAMに代替可能な耐障害性があるものを作ることである。まだトランザクションに対応していないが、今後データベーストランザクションへの正式な対応が予定されている。Ariaの長期的目的はトランザクションの有無によらず、MySQL標準のストレージエンジンとすることである。2007年より開発が開始されており、Michael "Monty" Wideniusがブログにて初めて発表した。
以前はMariaという名称だったが、2010年半ばにAriaに改名した。